# Permanenztheorie
Die Permanenztheorie (vom lateinischen permanere ‚verharren‘) war eine bis zum Paradigmenwechsel der Geologie verbreitete geotektonische Theorie, die seit den 1960er Jahren als überholt gilt. Sie baut auf der Vorstellung des Fixismus auf und wurde zuerst in Europa in Frage gestellt.

## Verleugnung der Kontinentaldrift
Die unter anderem von Bailey Willis und James Dwight Dana vertretene Theorie lehrt – im Gegensatz zur heute maßgeblichen Theorie der Plattentektonik – die Auffassung, dass sich die Verteilung der Kontinente und Ozeane auf der Erde grundsätzlich nicht verändert habe. Regionale Verschiebungen im Erdbild hätten sich demnach nur durch vertikale Krustenveränderungen der Erdoberfläche und durch Meeresüberflutungen an den Kontinentalrändern ergeben. Dies wurde durch die geologische Beobachtung gestützt, dass in Gebirgen echte Tiefseesedimente kaum vorkommen.
Der Geowissenschaftler Alfred Wegener setzt sich in seinem Werk Die Entstehung der Kontinente und Ozeane (1915) kritisch  mit der Permanenztheorie auseinander. Er liefert  Gegenargumente, wie den kongruenten Verlauf der Ränder voneinander getrennter Kontinentalschollen, und nimmt einen Theorievergleich zwischen Kontinentaldrift und Permanenztheorie vor. Er beschreibt, dass Bailey Willis die Ansicht vertrete, Tiefseebecken seien „permanente Erscheinungen der Erdoberfläche“, die sich in ihren Umrissen fast nicht verändert hätten. Diese Vorstellung hatte in Nordamerika zahlreiche Anhänger und wurde damals auch als „Lehre von der Permanenz der Ozeanbecken und Kontinentalschollen“ bezeichnet.
Zeitgleich war in Europa bereits die gegensätzliche Ansicht weit verbreitet, nämlich dass Kontinente in Bewegung seien, wobei Landbrücken sowohl entstehen als auch verschwinden können. Es sei jedoch nicht verwunderlich, dass die Permanenzlehre gerade in Amerika die meisten Anhänger habe. Ein  Erklärungsversuch dafür war, dass sich die Geologie dort später und fast zeitgleich mit der Geophysik entwickelte, sodass Erkenntnisse weniger sorgfältig gegeneinander abgegrenzt und abgewogen wurden als in Europa. Dennoch sei es doch ein „seltsames Schauspiel“, dass über das „vorzeitliche Antlitz unserer Erde zwei ganz gegensätzliche Lehren gleichzeitig bestehen“.

## Paradigmenwechsel
Obwohl bereits seit 1812 Gegenbeweise zusammengetragen wurden, dominierte die Permanenztheorie, insbesondere in den USA, lange das geologische Bild der Welt.
Der britische Naturforscher und Tierfilmer David Attenborough, der in den 1940er Jahren Student der Naturwissenschaften an der University of Leicester war, berichtet, er habe seinen Professor gefragt, warum er den Studenten nichts über die Kontinentaldrift erzähle. Die schnippische Antwort lautete, solange Attenborough ihm keinen Beweis dafür liefern könne, dass eine Kraft die Kontinente bewege, sei diese Vorstellung (aus seiner Sicht) Unsinn.
In den USA vertraten erst in den 1950er Jahren, mit Entdeckung der Plattentektonik, Fürsprecher wie Keith Runcorn eine moderne Sichtweise, was die Beweglichkeit der Kontinentalplatten angeht.
Es dauerte bis in die frühen 1960er Jahre, bis das modernere Weltbild sich endgültig durchgesetzt hatte.